# Seida (Tulkarem)
Seida, en arabe : صيدا, est un village du gouvernorat de Tulkarem en Palestine, au nord-ouest de la Cisjordanie. Il est situé à 20 kilomètres au nord-est de Tulkarem. Selon le recensement du Bureau central palestinien des statistiques, la localité compte une population de 3 777 habitants en 2017.